# Pejorativsuffix
Das Pejorativsuffix ist eine Nachsilbe (Suffix), die durch das Anhängen an den Wortstamm dem Wort eine negative (pejorative) Bedeutung verleiht (Bedeutungsverschlechterung). In manchen Sprachen überschneidet sich das Suffix mit der Verkleinerungsform (Diminutiv).

## Beispiele

### Deutsch
Das Deutsche kennt keine pejorativen Suffixe. Pejoration erfolgt im Deutschen durch Zusammensetzung und wie in allen Sprachen durch Metaphern und Ironie.

### Baskisch
- -txo etwa jauntxo (von jaun „Mann“)

### Englisch
- -tard, umgangssprachlich in Worten wie paultard, libtard oder conspiratard. Als Wurzel wird meist „retard“ angegeben[2].
- -aster, etwa poetaster, philosophaster (vom Lateinischen)

### Esperanto
- -aĉ-, etwa veteraĉo „schlechtes Wetter“ (von vetero „Wetter“)

### Französisch
- -ald/-ard/-aud, etwa salaud „Dreckskerl“ (von sale „schmutzig“), aber nicht nur in pejorativem Sinn wie z.B: Motard („Motorradfahrer“, „Töffler“)
- -asse etwa paperasse „Papierkram“
- -âtre  etwa bei Farben rougeâtre ein unansehnliches, etwa ausgewaschenes Rot

### Hawaiisch
- -ā (-wā), etwa lonoā „Klatsch“ (von lono „Neuigkeiten“)
- -ea, etwa poluea „Seekrankheit“ (von polu „nass“)

### Italienisch
- -accio/-accia, etwa boccaccia „Schandmaul“ (zu bocca „Mund“)
- -astro/-astra, etwa giovinastro „Taugenichts“ (zu giovine „Bursche“)

### Japanisch
- -me (め/奴 für „Untergebener; Diener“)

### Latein
- -aster, eine betrügerische Absicht anzeigend, etwa patraster „jemand, der nur den Vater spielt“ (von pater „Vater“)

### Russisch
- -ischka (ишка)
- -aschka (ашка)

### Spanisch
Im Spanischen existieren umfangreichere Inventare an pejorativen Suffixen (Despectivos).
- -aco(a), etwa pajarraco „großer, hässlicher Vogel“ (von pajaro „Vogel“)
- -ejo(a), etwa lugarejo „Kuhdorf“ (von lugar „Platz“)